# Anastoechus leucothrix
Anastoechus leucothrix là một loài ruồi thuộc họ Bombyliidae.